# Tom Gugliotta
Thomas James "Tom" Gugliotta (født 19. december 1969, i Huntington Station, New York, USA) er en amerikansk tidligere basketballspiller (power forward) Han spillede 13 sæsoner i den nordamerikanske basketballliga NBA.
Gugliotta blev draftet til NBA i 1992 med det sjette valg i første runde. Han spillede for syv forskellige hold i ligaen, og blev en enkelt gang, i 1997, udtaget til NBA All-Star--kampen, en hædersbevisning for sæsonens bedste spillere. Inden sin professionelle karriere havde han spillet college-basketball for det traditionsrige North Carolina State-universitet.

## NBA-hold
- 1992–1994: Washington Bullets
- 1994–1995: Golden State Warriors
- 1995–1998: Minnesota Timberwolves
- 1999–2004: Phoenix Suns
- 2004: Utah Jazz
- 2004–2005: Boston Celtics
- 2005: Atlanta Hawks[3]

## NBA-statistikker
- Point: 9.895 (13,0 per kamp)
- Rebounds: 5.589 (7,3 per kamp)
- Steals: 1.079 (1,4 per kamp)[2]

## Titler
NBA All-Star
- 1997 (repræsenterende Phoenix Suns)